# Símbols del Territori del Nord
El Territori del Nord australià ha establert diversos símbols oficials.
| Símbol        | Nom                                             | Imatge                                       | Adopció    | Observacions |
| ------------- | ----------------------------------------------- | -------------------------------------------- | ---------- | --- |
| Escut d'armes | Escut d'armes del Territori del Nord            | Escut d'armes del Territori del Nord         | 1978       | L'escut incorpora força símbols de la cultura i la història aborigen australiana així com l'emblema floral, l'animal i l'ocell del territori. Van ser atorgat oficialment per ordre reial de la reina Elisabet II l'11 de setembre de 1978. |
| Bandera       | Bandera del Territori del Nord                  | Bandera del Territori del Territori del Nord | 1978       | Formada per una franja vertical de color negre al costat del pal i la resta del camp d'ocre. Són els colors del territori. A la franja negra hi apareix la Creu del Sud formada per cinc estels blancs, mentre que a la ocre es representa, de manera estilitzada, la rosa del desert de Sturt amb set pètals blancs i un nucli negre de set puntes. Els set pètals blancs representen els sis estats australians més el Territori del Nord. |
| Color         | Negre, blanc i ocre                             |                                              |            | Colors negre (Pantone Black C) i ocre (Pantone 159C) trets de la bandera del territori. |
| Animal        | Cangur vermell (Osphranter rufus)               | Cangur vermell                               | 1975       | És el més gros dels marsupials actuals, el mascle adult pot fer uns 2 m d'alçada i fins a 75 kg de pes. |
| Flor          | Rosa del desert de Sturt (Gossypium sturtianum) | Rosa del desert de Sturt                     | 1961, 1974 | La flor va ser adoptada com a emblema floral el 12 de juliol de 1961 pe govern de la Commonwealth i confirmada el juny de 1975 per l'Assemblea Legislativa del Territori del Nord. Va rebre el nom per de Charles Sturt qui va recollir-la per primer cop durant el seu viatge a Austràlia Central el 1844. És una petita planta tupida que acostuma a créixer fins a 1,5 m i que es troba a la part sud del Territori.                      |
| Ocell         | Àguila audaç (Aquila audax)                     | Àguila audaç                                 | 1975       | Fou adoptada com a emblema el 19 de juny de 1975. És el rapinyaire més gran que habita Austràlia (amb una llargària de 81-104 cm i una envergadura de 186-227 cm). |
|               |                                                 |                                              |            | |